# Nemopistha regina
Nemopistha regina är en insektsart som beskrevs av Navás 1913. Nemopistha regina ingår i släktet Nemopistha och familjen Nemopteridae. Inga underarter finns listade i Catalogue of Life.